# Varese
För andra betydelser, se Varese (olika betydelser).

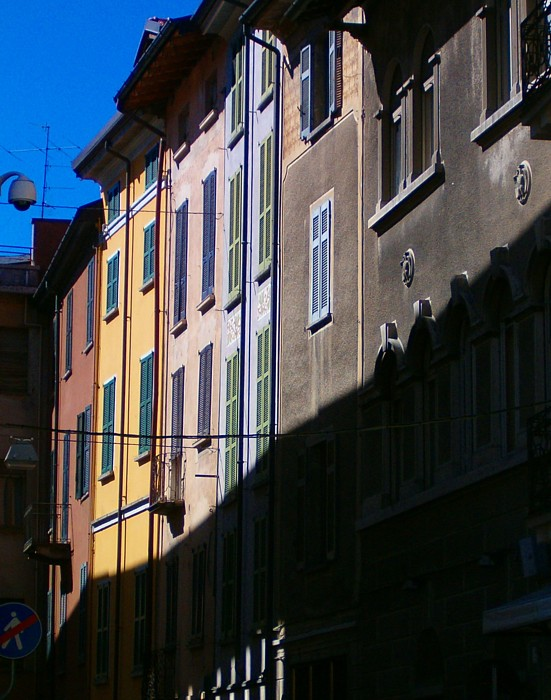
Stadens historiska centrum.

Varese (italienskt uttal: [vaˈreːze] lyssna (fil)) är en stad och kommun i regionen Lombardiet i norra Italien. Staden är huvudort i provinsen med samma namn. Den är belägen mellan Lago Maggiore och Comosjön vid Alpernas fot.
Kommunen hade 80 559 invånare (2018) och gränsar till kommunerna Arcisate, Azzate, Bardello, Biandronno, Bodio Lomnago, Brinzio, Buguggiate, Cantello, Casciago, Castello Cabiaglio, Cazzago Brabbia, Galliate Lombardo, Gavirate, Gazzada Schianno, Induno Olona, Lozza, Luvinate och Malnate.

## Ekonomi
Ekonomin är huvudsakligen baserad på industri och bland annat finns där tillverkning av textilier och lädervaror, motorcyklar och flygplan samt livsmedel.

### Företag
Varese ligger i en av de mest industrialiserade regionerna i norra Italien. Några av de större företagen, som har sin huvudbas på orten, är:
- Aermacchi (militärflygplan)
- AgustaWestland (helikoptrar)
- Cagiva, MV Agusta (motorcyklar)
- Ficep (maskiner för stålkonstruktion)
- Ignis (nu en del av Whirlpool) (elektronik)
- Vibram
- Prealpi (ost)
- Mazzuchelli
- DiVarese (skor)

## Kommunikationer
Den närmaste flygplatsen är Milano-Malpensa som ligger cirka 20 kilometer sydväst om Varese.